# Adetus albovittatus
Adetus albovittatus là một loài bọ cánh cứng trong họ Cerambycidae.